# Scott Adams
Scott Adams (* 8. června 1957, Windham) je americký komiksový kreslíř a spisovatel. Známým se stal svými komiksovými kresbami a knihami o Dilbertovi.

## Život
Vystudoval ekonomii a management s titulem MBA na University of California, Berkeley. Poté 17 let pracoval ve velkých kancelářích korporací, naposledy v telefonní společnosti Pacific Bell. Práce v těchto firmách, nekonečné mítinky, konflikty managementu a inženýrů se stala inspirací pro vytvoření postavy Dilberta a celého jeho světa. Hlavní postavou jeho komiksů je inženýr, který se pravidelně stává obětí svého neschopného šéfa. Jeho kolegové mu dělají život ještě těžší.
Adams je rovněž vlastníkem firmy Scott Adams Foods, Inc., která vyrábí vitamínový snack DILBERITO. V roce 1997 získal od National Cartoonists Society cenu Reuben Award a titul karikaturista roku (vedle Jima Davise, Charlese Schulze nebo Billa Wattersona).
Trpí laryngeální dystonií, onemocněním hlasivek, které mu neumožňovala jeden čas normálně mluvit. Speciálními cvičeními dokázal svůj zdravotní problém kompenzovat.

## České překlady
- Dilbert a jeho principy : pohled na šéfy, porady, manažerské vrtochy a jiné metly pracoviště ze zorného úhlu kancelářské ohrádky, Pragma, 1998
- Schůzky s blbcem odkládejte na neurčito, Mobil Media, 2001
- Přineste mi hlavu poslíčka Willyho!, Crew, 2010
- Jak vydrhnout velrybě stoličku, Crew, 2010
- Hádej, kdo je chytřejší než ty, Crew, 2011
- Na to, abyste přežili, nemáte dost pod čepicí Crew, 2012
- Namakaný od klikání myší, Crew, 2014